# Riu Sec (l'Estany)
El Riu Sec és, de fet, una riera que discorre pel termenal entre els municipis de Moià i l'Estany, de la comarca del Moianès.
Al llarg de la primera part del seu recorregut marca el límit entre els dos termes municipals esmentats. La banda dreta -nord- és la de l'Estany, i l'esquerra -sud, de Moià.

## Termenal entre l'Estany i Moià

El Riu Sec, respecte del terme de l'Estany

Es forma al nord-oest del Raval del Prat, a prop i al nord-oest de Ca l'Alberg i de Cal Rei, a ponent de Cal Rotllan.
Des d'aquest lloc s'adreça cap a ponent, deixa enrere, al nord-est, el poble de l'Estany, de la qual el separa el Serrat de la Creu, rep per la dreta el torrent de Giraculs i de seguida arriba al sud de l'extrem sud-occidental del Serrat del Masot, on hi ha les restes de la masia del Masot, resseguint pel costat sud tots els Solells del Masot.
Continua, sempre fent nombroses giragonses, rep per la dreta el torrent de Puigmartre, i tot seguit arriba a l'extrem sud-occidental del Serrat dels Rocs, on de seguida rep per la dreta un altre torrent, que davalla del Serrat de Puigmartre a l'indret de la Bassa de la Frau.
En aquest tram rep per l'esquerra diversos torrents curts però molt marcats en el territori, que davallen del terme de Moià. Ja a prop d'arribar a l'extrem sud-oest del terme de l'Estany, rep per la dreta el torrent del Gomis, que és termenal entre l'Estany i Santa Maria d'Oló. En aquest aiguabarreig el Riu Sec continua essent termenal, ara entre Moià i Santa Maria d'Oló.

## Termenal entre Santa Maria d'Oló i Moià
Tota la resta del seu curs, el Riu Sec fa de termenal entre Moià i Santa Maria de l'Estany. És un llarg recorregut que va deixant a la dreta -nord-oest- el terme municipal de Santa Maria d'Oló, i a l'esquerra -sud-est- el de Moià. Finalment, s'aboca en la Riera de Malrubí a prop i al nord-oest del Molí del Perer, a llevant del Cingle de Cal Pere i a migdia del Solell del Roc, on hi ha la Font de la Teula.